# Mellow (中山美穂の曲)
「Mellow」（メロウ）は、中山美穂の24枚目のシングル。1992年4月1日にキングレコードからリリースされた。規格品番はCDS:KIDS-81。

## 概要
表題曲はエステ会社”エステdeミロード”CMソングに採用され、本人も出演した。CMとシングルとでは詩とアレンジが若干が異なっている。CMバージョンは同年6月に発売された同名アルバムに収録された。
前年のヒットシングル「Rosa」に続き、作詞・一咲、作曲・井上ヨシマサによる作品。なお、作詞の ″一咲″ とは井上ヨシマサの楽曲に中山本人が作詞をした際に使用したペンネームである。
テレビ番組で歌唱する際は、マイクスタンドを使用してのパフォーマンスが行われた。中山が楽曲（アルバム曲含む）をテレビで歌唱する際に、マイクスタンドを使用してパフォーマンスが行われたのはこの曲のみである。
2か月後の同年6月には同名アルバムが、翌7月には同名のビデオクリップ集が発売され、中山の親友である永瀬正敏が初めて映像監督を務めた。

## 収録曲
1. Mellow
作詞: 一咲 / 作曲・編曲: 井上ヨシマサ
2. Silent
作詞: 中山美穂 / 作曲: 清岡千穂 / 編曲: 鶴由雄
3. Mellow（オリジナルカラオケ）

## 楽曲の収録アルバム
- Mellow
  - Mellow
  - COLLECTION III
  - Complete SINGLES BOX
  - 中山美穂 パーフェクト・ベスト
  - 30th Anniversary THE PERFECT SINGLES BOX
  - All Time Best

- Silent
  - Mellow
  - Ballads II
  - Complete SINGLES BOX
  - 30th Anniversary THE PERFECT SINGLES BOX